# نیروی زمینی ارتش خلق کره
نیروی زمینی ارتش خلق کره (조선인민군 륙군 ; هانجا: 朝鮮人民軍 陸軍) نیروی اصلی ارتش خلق کره و مسئول عملیات نظامی زمینی است. این نیرو به طور دفاکتو نیروی زمینی کره شمالی است.